# Pekka Lehtinen
Pekka Lehtinen (Pargas, 5 aprile 1934) è un aracnologo finlandese.

## Biografia
Professore emerito dell'Università di Turku, in Finlandia.

## Campo di studi
Si occupa prevalentemente della tassonomia dei Thomisidae e degli Scytodidae, in misura minore degli altri artropodi Polinesiani (Opiliones, Schizomida, Diplopoda e Chilopoda). Ha anche approfondito la biodiversità e la tassonomia degli acari (Anactinotrichida) della Finlandia.

## Alcuni taxa descritti
- Afroblemma Lehtinen, 1981 - genere di ragni della famiglia Tetrablemmidae

Spedizioni di Pekka T. Lehtinen

- Anansia Lehtinen, 1981 - genere di ragni della famiglia Tetrablemmidae
- Andoharano Lehtinen, 1967 - genere di ragni della famiglia Filistatidae
- Astavakra Lehtinen, 1967 - genere di ragni della famiglia Uloboridae
- Caraimatta Lehtinen, 1981 - genere di ragni della famiglia Tetrablemmidae
- Carpathonesticus Lehtinen & Saaristo, 1980 - genere di ragni della famiglia Nesticidae
- Daramulunia Lehtinen, 1967 - genere di ragni della famiglia Uloboridae
- Gandanameno Lehtinen, 1967 - genere di ragni della famiglia Eresidae
- Gunasekara Lehtinen, 1981 - genere di ragni della famiglia Tetrablemmidae
- Kukulcania Lehtinen, 1967 - genere di ragni della famiglia Filistatidae
- Lamania Lehtinen, 1981 - genere di ragni della famiglia Tetrablemmidae
- Maijana Lehtinen, 1981 - genere di ragni della famiglia Tetrablemmidae
- Mariblemma Lehtinen, 1981 - genere di ragni della famiglia Tetrablemmidae
- Micromatta Lehtinen, 1981 - genere di ragni della famiglia Tetrablemmidae
- Mynogleninae Lehtinen, 1967 - sottofamiglia di ragni della famiglia Linyphiidae
- Neothyridae Lehtinen, 1981 - famiglia di acari dell'ordine Holothyrida
- Nesticella Lehtinen & Saaristo, 1980 - genere di ragni della famiglia Nesticidae
- Phyxelididae Lehtinen, 1967 - famiglia di ragni
- Polenecia Lehtinen, 1967 - genere di ragni della famiglia Uloboridae
- Pritha Lehtinen, 1967 - genere di ragni della famiglia Filistatidae
- Purumitra Lehtinen, 1967 - genere di ragni della famiglia Uloboridae
- Singalangia Lehtinen, 1981 - genere di ragni della famiglia Tetrablemmidae
- Tallusia Lehtinen & Saaristo, 1972 - genere di ragni della famiglia Linyphiidae
- Titanoecidae Lehtinen, 1967 - famiglia di ragni

## Taxa denominati in suo onore
- Ajmonia lehtineni Marusik & Koponen, 1998, ragno (Dictynidae)
- Colyttus lehtineni Zabka, 1985, ragno (Salticidae)
- Indophantes lehtineni Saaristo & Tanasevitch, 2003, ragno (Linyphiidae)
- Lycosoides lehtineni Marusik & Guseinov, 2003, ragno (Agelenidae)
- Styloctetor lehtineni Marusik & Tanasevitch, 1998, ragno (Linyphiidae)

## Studi e ricerche principali
Di seguito alcune pubblicazioni:
- Lehtinen, P.T. 1967. Classification of the Cribellate Spiders and Some Allied Families: With Notes on the Evolution of the Suborder Araneomorpha. Edición reimpresa de Societas Zoologica Botanica Fennica Vanamo, 269 pp.
- Lehtinen, P.T. 1979. Lycosidae. Annales zoologici Fennici voll.11 e 16. Con Heikki Hippa. Editor Finnish Zoological Publ. Board
- Lehtinen, P.T. 1981. Spiders of the Oriental-Australian Region, III: Tetrablemmidae, with a World Revision. Acta zoologica Fennica vol.162. Editor Finnish Zoological Publ. Board, 151 pp. ISBN 9519481079
- Lehtinen, P.T. 1981. Tetrablemmidae, with a World Revision. Acta zoologica Fennica vol.162. Con Heikki Hippa. Editor Finnish Zoological Publ. Board, 151 pp.
- Lehtinen, P.T., 2005a - Taxonomic notes on the Misumenini (Araneae: Thomisidae: Thomisinae), primarily from the Palaearctic and Oriental regions. In Logunov, D. V. & D. Penney (eds.), European Arachnology 2003 (Proceedings of the 21st European Colloquium of Arachnology, St.-Petersburg, 4-9 August 2003). Arthropoda Selecta, Special Issue vol.1, pp. 147–184.
- Lehtinen, P.T., 2005b - Review of the Oriental wolf spider genus Passiena (Lycosidae, Pardosinae). J. Arachnol. vol.33, pp. 398–407
- Marusik, Y.M., P.T. Lehtinen & M.M. Kovblyuk, 2005 - Cozyptila, a new genus of crab spiders (Aranei: Thomisidae: Thomisinae: Coriarachnini) from the western Palaearctic. Arthropoda Selecta vol.13, pp. 151–163.
- Lehtinen, P.T. Y.M. Marusik. 2008. A Redefinition of Misumenops F.O. Pickard-Cambridge, 1900 (Araneae, Thomisidae) and Review of the New World Species. Bull. of the British Arachnological Soc. vol.14 (4), pp. 27